# Llista de topònims d'Osor
Llista de topònims (noms propis de lloc) del municipi d'Osor, a la Selva
Informació actualitzada per un bot. Els canvis manuals es perdran quan s'actualitzi!

## arbre singular
| imatge | Nom                         | Ubicat a | instància de   | Detalls                                                                               | coordenades                                                                       | Protecció        | Commons (més fotos)         | Dades a WD                    |
| ------ | --------------------------- | -------- | -------------- | ------------------------------------------------------------------------------------- | --------------------------------------------------------------------------------- | ---------------- | --------------------------- | ----------------------------- |
|        | alzina de la Coma           | Osor     | arbre singular | Taxon: alzina (Quercus ilex) Ample: 25m Alt: 22m Perímetre: 4.3m                      | 41° 56′ 00″ N, 2° 29′ 55″ E / 41.93347°N,2.49861°E ca:la Coma 995 msnm            | arbre monumental | Alzina de la Coma           | Modifica les dades a Wikidata |
|        | pi Gros de l'Espinau        | Osor     | arbre singular | Taxon: pinassa (Pinus nigra subsp. salzmannii) Ample: 16.5m Alt: 29m Perímetre: 3.16m | 41° 54′ 34″ N, 2° 35′ 03″ E / 41.909536°N,2.584271°E ca:L'Espinau 717 msnm        | arbre monumental | Pi Gros de l'Espinau        | Modifica les dades a Wikidata |
|        | roure Gros de Ca n'Iglesias | Osor     | arbre singular | Taxon: roure de fulla gran (Quercus petraea) Ample: 26.5m Alt: 38.5m Perímetre: 4.75m | 41° 54′ 50″ N, 2° 35′ 03″ E / 41.91387°N,2.58425°E ca:Santa Creu d'Horta 621 msnm | arbre monumental | Roure Gros de Ca n'Iglésies | Modifica les dades a Wikidata |

## casa
| imatge | Nom           | Ubicat a | instància de | Detalls                                  | coordenades                                                                            | Protecció                                  | Commons (més fotos) | Dades a WD                    |
| ------ | ------------- | -------- | ------------ | ---------------------------------------- | -------------------------------------------------------------------------------------- | ------------------------------------------ | ------------------- | ----------------------------- |
|        | Ca la Beya    | Osor     | casa         | Estil: arquitectura popular              | 41° 56′ 47″ N, 2° 33′ 18″ E / 41.94625°N,2.55502°E                                     | bé integrant del patrimoni cultural català |                     | Modifica les dades a Wikidata |
|        | Can Jan       | Osor     | casa         | Estil: arquitectura popular 16th century | 41° 56′ 44″ N, 2° 33′ 22″ E / 41.94555°N,2.55617°E 337 msnm                            | bé integrant del patrimoni cultural català | Can Jan (Osor)      | Modifica les dades a Wikidata |
|        | Can Jaume     | Osor     | casa         | Estil: arquitectura popular 17th century | 41° 56′ 43″ N, 2° 33′ 23″ E / 41.94536°N,2.5564°E ca:Pl. Catalunya, 2 339 msnm         | bé integrant del patrimoni cultural català | Can Jaume (Osor)    | Modifica les dades a Wikidata |
|        | Can Margarits | Osor     | casa         | Estil: arquitectura popular 15th century | 41° 56′ 44″ N, 2° 33′ 21″ E / 41.94553°N,2.55594°E ca:C. Catalunya, 6 332 msnm         | bé integrant del patrimoni cultural català | Can Margarits       | Modifica les dades a Wikidata |
|        | Can Roure     | Osor     | casa         | Estil: arquitectura gòtica               | 41° 56′ 45″ N, 2° 33′ 21″ E / 41.94583°N,2.55583°E ca:Carrer del Pont Vell, 1 331 msnm | bé integrant del patrimoni cultural català | Can Roure (Osor)    | Modifica les dades a Wikidata |
|        | Can Vidal     | Osor     | casa         | Estil: arquitectura popular              | 41° 56′ 43″ N, 2° 33′ 27″ E / 41.94532°N,2.55742°E ca:Passeig del Borrell, 3           | bé integrant del patrimoni cultural català |                     | Modifica les dades a Wikidata |
|        | el Maroi      | Osor     | casa         | Estil: arquitectura popular              | 41° 56′ 48″ N, 2° 33′ 40″ E / 41.94668°N,2.56099°E ca:Darrera del camp de futbol       | bé integrant del patrimoni cultural català |                     | Modifica les dades a Wikidata |

## creu monumental
| imatge | Nom                    | Ubicat a | instància de    | Detalls | coordenades                                                         | Protecció | Commons (més fotos)    | Dades a WD                    |
| ------ | ---------------------- | -------- | --------------- | ------- | ------------------------------------------------------------------- | --------- | ---------------------- | ----------------------------- |
|        | creu de les Guilleries | Osor     | creu monumental |         | 41° 55′ 23″ N, 2° 31′ 59″ E / 41.9230140914273°N,2.53313819395365°E |           | Creu de les Guilleries | Modifica les dades a Wikidata |
|        | creu del Cerver        | Osor     | creu monumental |         | 41° 57′ 59″ N, 2° 32′ 25″ E / 41.9663918790544°N,2.5401833089296°E  |           |                        | Modifica les dades a Wikidata |

## curs d'aigua
| imatge | Nom                 | Ubicat a                                                  | instància de               | Detalls                                                 | coordenades                                                                                              | Protecció | Commons (més fotos) | Dades a WD                    |
| ------ | ------------------- | --------------------------------------------------------- | -------------------------- | ------------------------------------------------------- | --- | --------- | ------------------- | ----------------------------- |
|        | Sot de la Noguerola | Osor                                                      | curs d'aigua               |                                                         | 41° 55′ 54″ N, 2° 32′ 25″ E / 41.93173°N,2.540221°E 41° 56′ 47″ N, 2° 33′ 25″ E / 41.946387°N,2.556934°E |           | Sot de la Noguerola | Modifica les dades a Wikidata |
|        | Ter                 | Ripollès Osona Selva Gironès Baix Empordà                 | curs d'aigua riu principal | Desemboca: mar Mediterrània Llarg: 208km Conca: 3010km² | 42° 25′ 40″ N, 2° 15′ 24″ E / 42.427778°N,2.256667°E 42° 01′ 24″ N, 3° 11′ 31″ E / 42.02347°N,3.19187°E  |           | Ter River           | Modifica les dades a Wikidata |
|        | riera d'Osor        | Sant Hilari Sacalm Osor Susqueda la Cellera de Ter Anglès | curs d'aigua               | Desemboca: Ter Llarg: 29.5km                            | 41° 52′ 18″ N, 2° 28′ 13″ E / 41.871642°N,2.47038°E 41° 57′ 43″ N, 2° 37′ 52″ E / 41.961947°N,2.631108°E |           | Riera d'Osor        | Modifica les dades a Wikidata |

## edifici
| imatge | Nom                   | Ubicat a | instància de | Detalls                                                  | coordenades                                                             | Protecció                                  | Commons (més fotos) | Dades a WD                    |
| ------ | --------------------- | -------- | ------------ | -------------------------------------------------------- | ----------------------------------------------------------------------- | ------------------------------------------ | ------------------- | ----------------------------- |
|        | Fàbrica de l'Iglésies | Osor     | edifici      | Estat: enderrocat o destruït                             |                                                                         | bé integrant del patrimoni cultural català |                     | Modifica les dades a Wikidata |
|        | Piràmide d'en Vinyes  | Osor     | edifici      | Estil: arquitectura popular                              | 41° 57′ 48″ N, 2° 34′ 08″ E / 41.96327°N,2.56899°E                      | bé integrant del patrimoni cultural català |                     | Modifica les dades a Wikidata |
|        | Turó d'en Bosc        | Osor     | edifici      | Estil: arquitectura popular Estat: enderrocat o destruït |                                                                         | bé integrant del patrimoni cultural català |                     | Modifica les dades a Wikidata |
|        | els Nínxols           | Osor     | edifici      |                                                          | 41° 56′ 42″ N, 2° 33′ 13″ E / 41.94507°N,2.55368°E ca:c. Major 340 msnm | bé integrant del patrimoni cultural català | Els Nínxols         | Modifica les dades a Wikidata |

## entitat singular de població
| imatge | Nom                | Ubicat a | instància de                                                                   | Detalls                            | coordenades                                                                | Protecció                                  | Commons (més fotos) | Dades a WD                    |
| ------ | ------------------ | -------- | ------------------------------------------------------------------------------ | ---------------------------------- | -------------------------------------------------------------------------- | ------------------------------------------ | ------------------- | ----------------------------- |
|        | Osor               | Osor     | entitat singular de població ens local històric de Catalunya capital municipal | 352 hab                            | 41° 56′ 45″ N, 2° 33′ 19″ E / 41.94596°N,2.55535°E 336 msnm                |                                            |                     | Modifica les dades a Wikidata |
|        | Sant Miquel de Ter | Osor     | entitat singular de població                                                   | 21 hab                             | 41° 59′ 08″ N, 2° 32′ 15″ E / 41.985583127351°N,2.5374497686876°E 312 msnm |                                            |                     | Modifica les dades a Wikidata |
|        | Santa Creu d'Horta | Osor     | entitat singular de població                                                   | 33 hab                             | 41° 54′ 53″ N, 2° 34′ 45″ E / 41.914767048571°N,2.5792387626291°E 639 msnm |                                            |                     | Modifica les dades a Wikidata |
|        | les Mines d'Osor   | Osor     | entitat singular de població colònia industrial                                | Estil: arquitectura popular 16 hab | 41° 56′ 59″ N, 2° 35′ 28″ E / 41.9497°N,2.59116°E 253 msnm                 | bé integrant del patrimoni cultural català | Mines d'Osor        | Modifica les dades a Wikidata |

## església
| imatge | Nom                                  | Ubicat a | instància de     | Detalls                                           | coordenades | Protecció                                  | Commons (més fotos)            | Dades a WD                    |
| ------ | ------------------------------------ | -------- | ---------------- | ------------------------------------------------- | --- | ------------------------------------------ | ------------------------------ | ----------------------------- |
|        | Mare de Déu del Part                 | Osor     | església capella | Estil: arquitectura popular                       | 41° 57′ 30″ N, 2° 32′ 26″ E / 41.95825°N,2.5405805555556°E 553 msnm                                                                   | bé integrant del patrimoni cultural català | Mare de Déu del Part           | Modifica les dades a Wikidata |
|        | Sant Francesc del Carbonell          | Osor     | església         | Estil: arquitectura popular 17th century          | 41° 55′ 46″ N, 2° 30′ 00″ E / 41.92943°N,2.4999°E 825 msnm                                                                            | bé integrant del patrimoni cultural català | Sant Francesc del Carbonell    | Modifica les dades a Wikidata |
|        | Sant Gregori d'Osor                  | Osor     | església         | Estil: arquitectura popular 17th century          | 41° 57′ 47″ N, 2° 34′ 10″ E / 41.96309°N,2.56936°E 1075 msnm                                                                          | bé integrant del patrimoni cultural català | Sant Gregori d'Osor            | Modifica les dades a Wikidata |
|        | Sant Josep de Can Serra del Turonell | Osor     | església         | Estil: arquitectura popular                       | 41° 57′ 45″ N, 2° 34′ 41″ E / 41.96255°N,2.57802°E                                                                                    | bé integrant del patrimoni cultural català |                                | Modifica les dades a Wikidata |
|        | Sant Miquel de Maifré                | Osor     | església         | Estil: arquitectura romànica 11st century         | 41° 59′ 05″ N, 2° 32′ 24″ E / 41.98477°N,2.54002°E 262 msnm                                                                           | bé integrant del patrimoni cultural català | Sant Miquel de Maifré          | Modifica les dades a Wikidata |
|        | Sant Miquel de Solterra              | Osor     | església capella |                                                   | 41° 55′ 17″ N, 2° 32′ 00″ E / 41.9214382987614°N,2.53323409988164°E                                                                   |                                            |                                | Modifica les dades a Wikidata |
|        | Sant Pelegrí                         | Osor     | església         | Estil: arquitectura popular                       | 41° 59′ 07″ N, 2° 32′ 36″ E / 41.98536°N,2.54347°E                                                                                    | bé integrant del patrimoni cultural català |                                | Modifica les dades a Wikidata |
|        | Sant Pere d'Osor                     | Osor     | església         | Estil: arquitectura romànica arquitectura barroca | 41° 56′ 43″ N, 2° 33′ 24″ E / 41.94523°N,2.55662°E ca:Plaça de l'Església 339 msnm                                                    | bé integrant del patrimoni cultural català | Sant Pere d'Osor               | Modifica les dades a Wikidata |
|        | Santa Creu d'Horta                   | Osor     | església         | Estil: arquitectura romànica arquitectura barroca | 41° 54′ 57″ N, 2° 35′ 02″ E / 41.91593°N,2.58383°E ca:Pista Sant Hilari-Castanyet-Santa Coloma o camí de muntanya des d'Osor 705 msnm | bé integrant del patrimoni cultural català | Església de Santa Creu d'Horta | Modifica les dades a Wikidata |

## masia
| imatge | Nom                             | Ubicat a | instància de  | Detalls                                  | coordenades | Protecció                                  | Commons (més fotos)                    | Dades a WD                    |
| ------ | ------------------------------- | -------- | ------------- | ---------------------------------------- | --- | ------------------------------------------ | -------------------------------------- | ----------------------------- |
|        | Ca l'Espinau                    | Osor     | masia         |                                          | 41° 54′ 34″ N, 2° 35′ 12″ E / 41.9094122956766°N,2.58678511539647°E                                              |                                            |                                        | Modifica les dades a Wikidata |
|        | Ca l'Iglesias                   | Osor     | masia         | Estil: arquitectura popular              | 41° 55′ 00″ N, 2° 35′ 07″ E / 41.91666°N,2.58532°E                                                               | bé integrant del patrimoni cultural català |                                        | Modifica les dades a Wikidata |
|        | Ca n'Ombreres                   | Osor     | masia         |                                          | 41° 57′ 03″ N, 2° 35′ 55″ E / 41.9508854626302°N,2.59865517943942°E                                              |                                            |                                        | Modifica les dades a Wikidata |
|        | Cal Cisteller                   | Osor     | masia         |                                          | 41° 55′ 51″ N, 2° 34′ 23″ E / 41.9307443512239°N,2.573114330727°E                                                |                                            |                                        | Modifica les dades a Wikidata |
|        | Cal Croset                      | Osor     | masia         |                                          | 41° 57′ 25″ N, 2° 33′ 00″ E / 41.95698745776°N,2.550001671215°E                                                  |                                            |                                        | Modifica les dades a Wikidata |
|        | Cal Rectoret                    | Osor     | masia         |                                          | 41° 55′ 20″ N, 2° 36′ 00″ E / 41.9222937592343°N,2.60000422778453°E                                              |                                            |                                        | Modifica les dades a Wikidata |
|        | Cal Teixidor                    | Osor     | masia         |                                          | 41° 57′ 28″ N, 2° 33′ 06″ E / 41.9577730650193°N,2.55172071292437°E                                              |                                            |                                        | Modifica les dades a Wikidata |
|        | Can Badia                       | Osor     | masia         |                                          | 41° 56′ 50″ N, 2° 33′ 18″ E / 41.9472119094481°N,2.55499185940185°E                                              |                                            |                                        | Modifica les dades a Wikidata |
|        | Can Bosc                        | Osor     | masia         |                                          | 41° 57′ 03″ N, 2° 32′ 24″ E / 41.9507739348825°N,2.54010252473714°E                                              |                                            |                                        | Modifica les dades a Wikidata |
|        | Can Gomis                       | Osor     | masia         |                                          | 41° 55′ 45″ N, 2° 33′ 03″ E / 41.9291097777621°N,2.55072737831747°E                                              |                                            |                                        | Modifica les dades a Wikidata |
|        | Can Gravat                      | Osor     | masia         |                                          | 41° 56′ 54″ N, 2° 33′ 07″ E / 41.9482362067891°N,2.55204089709554°E                                              |                                            |                                        | Modifica les dades a Wikidata |
|        | Can Manuel                      | Osor     | masia         |                                          | 41° 57′ 15″ N, 2° 32′ 26″ E / 41.9540717940023°N,2.54045286346929°E                                              |                                            |                                        | Modifica les dades a Wikidata |
|        | Can Masó                        | Osor     | masia         |                                          | 41° 57′ 09″ N, 2° 35′ 25″ E / 41.9525938433498°N,2.59018637795305°E                                              |                                            |                                        | Modifica les dades a Wikidata |
|        | Can Pelleringa                  | Osor     | masia         |                                          | 41° 56′ 15″ N, 2° 34′ 13″ E / 41.9374433631772°N,2.5701625033395°E                                               |                                            |                                        | Modifica les dades a Wikidata |
|        | Can Plana                       | Osor     | masia         | Estil: arquitectura popular              | 41° 57′ 15″ N, 2° 32′ 26″ E / 41.95428°N,2.54048°E ca:Camí que surt de la carretera que duu al santuari del Coll | bé integrant del patrimoni cultural català |                                        | Modifica les dades a Wikidata |
|        | Can Rupit                       | Osor     | masia         |                                          | 41° 59′ 31″ N, 2° 32′ 26″ E / 41.9920178701712°N,2.54068708656919°E                                              |                                            |                                        | Modifica les dades a Wikidata |
|        | Can Serres                      | Osor     | masia         |                                          | 41° 57′ 27″ N, 2° 34′ 17″ E / 41.9574248705604°N,2.57139178717666°E                                              |                                            |                                        | Modifica les dades a Wikidata |
|        | Can Tridà                       | Osor     | masia         |                                          | 41° 56′ 26″ N, 2° 33′ 54″ E / 41.9405399414207°N,2.56491822789349°E                                              |                                            |                                        | Modifica les dades a Wikidata |
|        | Casa Nova de Mas Coll           | Osor     | masia         |                                          | 41° 56′ 10″ N, 2° 34′ 15″ E / 41.9361484108804°N,2.57070195488316°E                                              |                                            |                                        | Modifica les dades a Wikidata |
|        | Casa Nova de la Muntanya        | Osor     | masia         |                                          | 41° 54′ 18″ N, 2° 33′ 27″ E / 41.9049984617375°N,2.55763619108136°E                                              |                                            |                                        | Modifica les dades a Wikidata |
|        | Casa Nova de la Plana           | Osor     | masia         |                                          | 41° 59′ 52″ N, 2° 32′ 53″ E / 41.9976763819696°N,2.5480841338924°E                                               |                                            |                                        | Modifica les dades a Wikidata |
|        | Cercenedes                      | Osor     | masia         | Estil: arquitectura popular              | 41° 56′ 36″ N, 2° 33′ 04″ E / 41.94344°N,2.55116°E                                                               | bé integrant del patrimoni cultural català |                                        | Modifica les dades a Wikidata |
|        | Colobrans                       | Osor     | masia         |                                          | 41° 59′ 01″ N, 2° 32′ 09″ E / 41.983748787968°N,2.53596616610902°E                                               |                                            |                                        | Modifica les dades a Wikidata |
|        | Corbera                         | Osor     | masia         |                                          | 41° 57′ 10″ N, 2° 32′ 41″ E / 41.9528189003699°N,2.54473314754048°E                                              |                                            |                                        | Modifica les dades a Wikidata |
|        | Farigola                        | Osor     | masia         |                                          | 41° 59′ 10″ N, 2° 33′ 08″ E / 41.9860560530384°N,2.55223460540709°E                                              |                                            |                                        | Modifica les dades a Wikidata |
|        | Gironella                       | Osor     | masia         |                                          | 41° 55′ 33″ N, 2° 36′ 28″ E / 41.925905374307°N,2.60780907118597°E                                               |                                            |                                        | Modifica les dades a Wikidata |
|        | Mas Coll                        | Osor     | masia         |                                          | 41° 54′ 21″ N, 2° 33′ 55″ E / 41.9056944578133°N,2.56535985966096°E                                              |                                            |                                        | Modifica les dades a Wikidata |
|        | Mas Ferrer                      | Osor     | masia         |                                          | 41° 57′ 00″ N, 2° 34′ 16″ E / 41.9500831861283°N,2.57106694909601°E                                              |                                            |                                        | Modifica les dades a Wikidata |
|        | Mas la Talaia                   | Osor     | masia         |                                          | 41° 56′ 29″ N, 2° 35′ 10″ E / 41.9413749349082°N,2.58613246341716°E                                              |                                            |                                        | Modifica les dades a Wikidata |
|        | Pigem                           | Osor     | masia         |                                          | 41° 55′ 30″ N, 2° 36′ 21″ E / 41.9248813142804°N,2.60597008337076°E                                              |                                            |                                        | Modifica les dades a Wikidata |
|        | Ravionet                        | Osor     | masia         |                                          | 41° 59′ 26″ N, 2° 33′ 15″ E / 41.9906210965978°N,2.55420671686677°E                                              |                                            |                                        | Modifica les dades a Wikidata |
|        | Salomó                          | Osor     | masia         |                                          | 41° 59′ 05″ N, 2° 33′ 05″ E / 41.9846568069571°N,2.55141145669572°E                                              |                                            |                                        | Modifica les dades a Wikidata |
|        | Solterra                        | Osor     | masia         |                                          | 41° 55′ 27″ N, 2° 32′ 44″ E / 41.924288665436°N,2.54551492947047°E                                               |                                            |                                        | Modifica les dades a Wikidata |
|        | Tornell                         | Osor     | masia         |                                          | 41° 58′ 11″ N, 2° 34′ 01″ E / 41.9697656272169°N,2.56701251402734°E                                              |                                            |                                        | Modifica les dades a Wikidata |
|        | el Baier                        | Osor     | masia         | Estil: arquitectura popular              | 41° 56′ 17″ N, 2° 33′ 52″ E / 41.93793°N,2.56445°E                                                               | bé integrant del patrimoni cultural català |                                        | Modifica les dades a Wikidata |
|        | el Borau                        | Osor     | masia         |                                          | 41° 56′ 29″ N, 2° 34′ 03″ E / 41.9413778839007°N,2.56738557394812°E                                              |                                            |                                        | Modifica les dades a Wikidata |
|        | el Bosquet                      | Osor     | masia         |                                          | 41° 55′ 47″ N, 2° 34′ 57″ E / 41.9297253527678°N,2.58257728387462°E                                              |                                            |                                        | Modifica les dades a Wikidata |
|        | el Camps                        | Osor     | masia         |                                          | 41° 57′ 10″ N, 2° 35′ 07″ E / 41.9528639389791°N,2.58514114725286°E                                              |                                            |                                        | Modifica les dades a Wikidata |
|        | el Cerver                       | Osor     | masia         | Estil: arquitectura popular              | 41° 58′ 04″ N, 2° 32′ 28″ E / 41.9677°N,2.54098°E                                                                | bé integrant del patrimoni cultural català |                                        | Modifica les dades a Wikidata |
|        | el Clascar                      | Osor     | masia         | Estil: arquitectura popular              | 41° 58′ 29″ N, 2° 32′ 57″ E / 41.97477°N,2.54928°E                                                               | bé integrant del patrimoni cultural català |                                        | Modifica les dades a Wikidata |
|        | el Fonollet                     | Osor     | masia         |                                          | 41° 55′ 15″ N, 2° 33′ 46″ E / 41.9207620728411°N,2.56279743637102°E                                              |                                            |                                        | Modifica les dades a Wikidata |
|        | el Gaulí                        | Osor     | masia         |                                          | 41° 56′ 42″ N, 2° 35′ 32″ E / 41.9450624750702°N,2.59222522562305°E                                              |                                            |                                        | Modifica les dades a Wikidata |
|        | el Gelats                       | Osor     | masia         |                                          | 41° 55′ 08″ N, 2° 33′ 16″ E / 41.9187844932204°N,2.55444173673046°E                                              |                                            |                                        | Modifica les dades a Wikidata |
|        | el Ginestar                     | Osor     | masia         |                                          | 41° 57′ 39″ N, 2° 33′ 08″ E / 41.9608105007714°N,2.55227865361799°E                                              |                                            |                                        | Modifica les dades a Wikidata |
|        | el Parral del Sobirà            | Osor     | masia         |                                          | 41° 54′ 37″ N, 2° 33′ 14″ E / 41.910168244767°N,2.5539479465635°E                                                |                                            |                                        | Modifica les dades a Wikidata |
|        | el Perer                        | Osor     | masia         |                                          | 41° 56′ 49″ N, 2° 35′ 56″ E / 41.9469499899103°N,2.59878844626648°E                                              |                                            |                                        | Modifica les dades a Wikidata |
|        | el Pi d'Avall                   | Osor     | masia         | Estil: arquitectura popular              | 41° 56′ 57″ N, 2° 35′ 15″ E / 41.94903°N,2.58762°E                                                               | bé integrant del patrimoni cultural català |                                        | Modifica les dades a Wikidata |
|        | el Pidemunt                     | Osor     | masia         |                                          | 41° 57′ 02″ N, 2° 35′ 11″ E / 41.9504361437411°N,2.58625483501137°E                                              |                                            |                                        | Modifica les dades a Wikidata |
|        | el Pidevall                     | Osor     | masia         |                                          | 41° 56′ 57″ N, 2° 35′ 15″ E / 41.9492964846604°N,2.58742045595835°E                                              |                                            |                                        | Modifica les dades a Wikidata |
|        | el Portell                      | Osor     | masia         |                                          | 41° 59′ 14″ N, 2° 32′ 19″ E / 41.9871365999325°N,2.53852502608781°E                                              |                                            |                                        | Modifica les dades a Wikidata |
|        | el Rafec                        | Osor     | masia         |                                          | 41° 56′ 59″ N, 2° 32′ 43″ E / 41.9497862093828°N,2.54538211800275°E                                              |                                            |                                        | Modifica les dades a Wikidata |
|        | el Ripoll                       | Osor     | masia         | Estil: arquitectura popular              | 41° 56′ 08″ N, 2° 33′ 14″ E / 41.93568°N,2.55393°E                                                               | bé integrant del patrimoni cultural català |                                        | Modifica les dades a Wikidata |
|        | el Ruscall                      | Osor     | masia         |                                          | 41° 55′ 04″ N, 2° 36′ 40″ E / 41.9178198998964°N,2.61122309485663°E                                              |                                            |                                        | Modifica les dades a Wikidata |
|        | el Simon                        | Osor     | masia         |                                          | 41° 54′ 51″ N, 2° 34′ 59″ E / 41.9141185763404°N,2.58311309657502°E                                              |                                            |                                        | Modifica les dades a Wikidata |
|        | el Sobirà de Santa Creu d'Horta | Osor     | masia         | Estil: arquitectura popular 16th century | 41° 54′ 39″ N, 2° 34′ 27″ E / 41.910889°N,2.574258°E 819 msnm                                                    | bé integrant del patrimoni cultural català | El Sobirà de Santa Creu d'Horta (Osor) | Modifica les dades a Wikidata |
|        | el Soleric                      | Osor     | masia         |                                          | 41° 56′ 55″ N, 2° 33′ 10″ E / 41.9485724092916°N,2.5527986367866°E                                               |                                            |                                        | Modifica les dades a Wikidata |
|        | el Triador                      | Osor     | masia         |                                          | 41° 55′ 36″ N, 2° 35′ 06″ E / 41.9265278542465°N,2.58503441497144°E                                              |                                            |                                        | Modifica les dades a Wikidata |
|        | el Veguer                       | Osor     | masia         |                                          | 41° 55′ 14″ N, 2° 33′ 50″ E / 41.9206764554734°N,2.56396781372265°E                                              |                                            |                                        | Modifica les dades a Wikidata |
|        | el Verder                       | Osor     | masia         |                                          | 41° 55′ 20″ N, 2° 34′ 15″ E / 41.9220889081466°N,2.57071179043423°E                                              |                                            |                                        | Modifica les dades a Wikidata |
|        | el Viurevol                     | Osor     | masia         |                                          | 41° 54′ 50″ N, 2° 34′ 37″ E / 41.9138885345645°N,2.57685626028225°E                                              |                                            |                                        | Modifica les dades a Wikidata |
|        | els Bancs                       | Osor     | masia         |                                          | 41° 56′ 55″ N, 2° 34′ 03″ E / 41.9485206724849°N,2.56750619311666°E                                              |                                            |                                        | Modifica les dades a Wikidata |
|        | la Calcinera                    | Osor     | masia         |                                          | 41° 54′ 37″ N, 2° 35′ 49″ E / 41.9103938170367°N,2.59685909760192°E                                              |                                            |                                        | Modifica les dades a Wikidata |
|        | la Casa Nova de Colobrans       | Osor     | masia         |                                          | 41° 58′ 29″ N, 2° 32′ 02″ E / 41.974805781163°N,2.53389471259331°E                                               |                                            |                                        | Modifica les dades a Wikidata |
|        | la Casanova de la Plana         | Osor     | masia         |                                          | 41° 59′ 36″ N, 2° 32′ 52″ E / 41.9932082596997°N,2.5478742746828°E                                               |                                            |                                        | Modifica les dades a Wikidata |
|        | la Casica                       | Osor     | masia         |                                          | 41° 57′ 59″ N, 2° 34′ 12″ E / 41.9664350714629°N,2.56991940211438°E                                              |                                            |                                        | Modifica les dades a Wikidata |
|        | la Casina                       | Osor     | masia         |                                          | 41° 56′ 07″ N, 2° 36′ 46″ E / 41.9352892348904°N,2.61276957792109°E                                              |                                            |                                        | Modifica les dades a Wikidata |
|        | la Codina                       | Osor     | masia         |                                          | 41° 59′ 09″ N, 2° 32′ 37″ E / 41.9859414370843°N,2.54371255683655°E                                              |                                            |                                        | Modifica les dades a Wikidata |
|        | la Coma                         | Osor     | masia         |                                          | 41° 55′ 52″ N, 2° 29′ 58″ E / 41.9311313150374°N,2.49943897908023°E                                              |                                            |                                        | Modifica les dades a Wikidata |
|        | la Crosa                        | Osor     | masia         |                                          | 41° 56′ 46″ N, 2° 35′ 00″ E / 41.9461739428053°N,2.58320593965847°E                                              |                                            |                                        | Modifica les dades a Wikidata |
|        | la Fàbrica                      | Osor     | masia         |                                          | 41° 54′ 27″ N, 2° 34′ 32″ E / 41.9073803674122°N,2.5754282594779°E                                               |                                            |                                        | Modifica les dades a Wikidata |
|        | la Grevolosa                    | Osor     | masia         | Estil: arquitectura popular              | 41° 56′ 33″ N, 2° 35′ 45″ E / 41.94247°N,2.59593°E                                                               | bé integrant del patrimoni cultural català |                                        | Modifica les dades a Wikidata |
|        | la Mata                         | Osor     | masia         | Estil: arquitectura popular              | 41° 56′ 53″ N, 2° 33′ 29″ E / 41.94803°N,2.55812°E                                                               | bé integrant del patrimoni cultural català |                                        | Modifica les dades a Wikidata |
|        | la Molina                       | Osor     | masia         |                                          | 41° 54′ 59″ N, 2° 35′ 27″ E / 41.9162992487245°N,2.59091307267472°E                                              |                                            |                                        | Modifica les dades a Wikidata |
|        | la Noguerola                    | Osor     | masia         |                                          | 41° 56′ 35″ N, 2° 33′ 22″ E / 41.9429292598298°N,2.5561677118097°E                                               |                                            |                                        | Modifica les dades a Wikidata |
|        | la Penella                      | Osor     | masia         |                                          | 41° 57′ 15″ N, 2° 35′ 37″ E / 41.9541549726795°N,2.59355486712562°E                                              |                                            |                                        | Modifica les dades a Wikidata |
|        | la Piconera                     | Osor     | masia         |                                          | 41° 57′ 17″ N, 2° 35′ 15″ E / 41.9546558779756°N,2.58753068614678°E                                              |                                            |                                        | Modifica les dades a Wikidata |
|        | la Riba d'Amunt                 | Osor     | masia         | Estil: arquitectura popular              | 41° 55′ 15″ N, 2° 32′ 53″ E / 41.920788888889°N,2.5480805555556°E 740 msnm                                       | bé integrant del patrimoni cultural català | La Riba d'Amunt (Osor)                 | Modifica les dades a Wikidata |
|        | la Riba d'Avall                 | Osor     | masia         |                                          | 41° 55′ 24″ N, 2° 33′ 06″ E / 41.9234396846744°N,2.55179227851287°E                                              |                                            |                                        | Modifica les dades a Wikidata |
|        | la Talaia                       | Osor     | masia         |                                          | 41° 54′ 52″ N, 2° 32′ 55″ E / 41.9143939622538°N,2.54874447024874°E                                              |                                            |                                        | Modifica les dades a Wikidata |
|        | la Talaia d'en Cinto d'Osor     | Osor     | masia         |                                          | 41° 56′ 26″ N, 2° 35′ 11″ E / 41.9404930344373°N,2.58634324494122°E                                              |                                            |                                        | Modifica les dades a Wikidata |
|        | la Vena                         | Osor     | masia         |                                          | 41° 55′ 50″ N, 2° 35′ 56″ E / 41.9306389300659°N,2.59883036689923°E                                              |                                            |                                        | Modifica les dades a Wikidata |
|        | les Berbolades                  | Osor     | masia         |                                          | 41° 56′ 09″ N, 2° 31′ 38″ E / 41.9357431264748°N,2.52714678213502°E                                              |                                            |                                        | Modifica les dades a Wikidata |
|        | les Cases                       | Osor     | masia         |                                          | 41° 53′ 59″ N, 2° 36′ 12″ E / 41.8996084033005°N,2.60338883016127°E                                              |                                            |                                        | Modifica les dades a Wikidata |
|        | les Romagueres                  | Osor     | masia edifici | Estil: arquitectura popular              | 41° 57′ 28″ N, 2° 33′ 42″ E / 41.957730555556°N,2.5617111111111°E 681 msnm                                       | bé integrant del patrimoni cultural català | Les Romagueres                         | Modifica les dades a Wikidata |

## molí d'aigua
| imatge | Nom                | Ubicat a | instància de | Detalls                                  | coordenades                                                         | Protecció                                  | Commons (més fotos) | Dades a WD                    |
| ------ | ------------------ | -------- | ------------ | ---------------------------------------- | ------------------------------------------------------------------- | ------------------------------------------ | ------------------- | ----------------------------- |
|        | Molí de Sarsanedes | Osor     | molí d'aigua | Estil: arquitectura popular 20th century | 41° 56′ 45″ N, 2° 33′ 13″ E / 41.94574°N,2.55365°E 332 msnm         | bé integrant del patrimoni cultural català | Molí de Sarsanedes  | Modifica les dades a Wikidata |
|        | el Molí            | Osor     | molí d'aigua |                                          | 41° 54′ 23″ N, 2° 34′ 44″ E / 41.9065101116557°N,2.57879794433041°E |                                            |                     | Modifica les dades a Wikidata |

## muntanya
| imatge | Nom                              | Ubicat a                     | instància de | Detalls | coordenades                                                            | Protecció | Commons (més fotos)              | Dades a WD                    |
| ------ | -------------------------------- | ---------------------------- | ------------ | ------- | ---------------------------------------------------------------------- | --------- | -------------------------------- | ----------------------------- |
|        | Muntanya de la Coma              | Sant Hilari Sacalm Osor      | muntanya     |         | 41° 56′ 10″ N, 2° 30′ 05″ E / 41.93620278°N,2.50137056°E 1145.7 msnm   |           |                                  | Modifica les dades a Wikidata |
|        | Pedra Jugadora                   | Osor la Cellera de Ter       | muntanya     |         | 41° 58′ 13″ N, 2° 33′ 57″ E / 41.9703°N,2.56594°E 1053.6 msnm          |           |                                  | Modifica les dades a Wikidata |
|        | Puigdefrou                       | la Cellera de Ter Osor       | muntanya     |         | 41° 57′ 49″ N, 2° 35′ 33″ E / 41.963543°N,2.592501°E 839 msnm          |           |                                  | Modifica les dades a Wikidata |
|        | Roca de Cercenedes               | Osor                         | muntanya     |         | 41° 56′ 08″ N, 2° 32′ 22″ E / 41.93558639°N,2.53955278°E 964.4 msnm    |           |                                  | Modifica les dades a Wikidata |
|        | Sant Gregori (la Cellera de Ter) | Osor la Cellera de Ter       | muntanya     |         | 41° 57′ 52″ N, 2° 34′ 16″ E / 41.96456667°N,2.571°E 1091 msnm          |           | Sant Gregori (la Cellera de Ter) | Modifica les dades a Wikidata |
|        | Sant Miquel de Solterra          | Sant Hilari Sacalm Osor      | muntanya     |         | 41° 55′ 23″ N, 2° 31′ 59″ E / 41.923121729°N,2.53302886771°E 1203 msnm |           | Sant Miquel de Solterra          | Modifica les dades a Wikidata |
|        | Santa Bàrbara                    | Anglès Osor                  | muntanya     |         | 41° 55′ 35″ N, 2° 37′ 05″ E / 41.92629167°N,2.61792722°E 852.9 msnm    |           | Santa Bàrbara (Anglès)           | Modifica les dades a Wikidata |
|        | Serra del Padró                  | Santa Coloma de Farners Osor | muntanya     |         | 41° 54′ 00″ N, 2° 35′ 00″ E / 41.9°N,2.58333°E                         |           |                                  | Modifica les dades a Wikidata |
|        | Serrat de Canoves                | Osor                         | muntanya     |         | 41° 58′ 00″ N, 2° 34′ 00″ E / 41.96667°N,2.56667°E                     |           |                                  | Modifica les dades a Wikidata |
|        | Turó de la Creu de Portell       | Osor Susqueda                | muntanya     |         | 41° 59′ 20″ N, 2° 31′ 41″ E / 41.988825°N,2.52818889°E 615.5 msnm      |           |                                  | Modifica les dades a Wikidata |

## pont
| imatge | Nom                                | Ubicat a | instància de | Detalls                                                         | coordenades                                                                                         | Protecció                                  | Commons (més fotos)                | Dades a WD                    |
| ------ | ---------------------------------- | -------- | ------------ | --------------------------------------------------------------- | --------------------------------------------------------------------------------------------------- | ------------------------------------------ | ---------------------------------- | ----------------------------- |
|        | Pont Nou d'Osor                    | Osor     | pont         | Estil: arquitectura popular                                     | | bé integrant del patrimoni cultural català |                                    | Modifica les dades a Wikidata |
|        | Pont Vell                          | Osor     | pont         | Estil: arquitectura popular Travessa: riera d'Osor              | 41° 56′ 46″ N, 2° 33′ 20″ E / 41.946088888889°N,2.5554611111111°E ca:Carrer del Pont 329 msnm       | bé integrant del patrimoni cultural català | Pont Vell (Osor)                   | Modifica les dades a Wikidata |
|        | Pont d'Osor                        | Osor     | pont         | Estil: arquitectura popular                                     | 41° 56′ 34″ N, 2° 33′ 52″ E / 41.94278°N,2.56432°E                                                  | bé integrant del patrimoni cultural català |                                    | Modifica les dades a Wikidata |
|        | Pont de Can Vidal                  | Osor     | pont         | Estil: arquitectura popular Travessa: Sot de la Noguerola       | 41° 56′ 43″ N, 2° 33′ 25″ E / 41.94535°N,2.5569888888889°E ca:Sota l'església 329 msnm              | bé integrant del patrimoni cultural català | Pont de Can Vidal (Osor)           | Modifica les dades a Wikidata |
|        | Pont de la Carretera Vella d'Osor  | Osor     | pont         | Estil: arquitectura popular Travessa: riera d'Osor              | 41° 57′ 06″ N, 2° 35′ 44″ E / 41.9517°N,2.59565°E 238 msnm                                          | bé integrant del patrimoni cultural català | Pont de la Carretera Vella d'Osor  | Modifica les dades a Wikidata |
|        | Pont de les Bruixes                | Osor     | pont         | Estil: arquitectura popular                                     | 41° 56′ 34″ N, 2° 36′ 01″ E / 41.94272°N,2.60016°E                                                  | bé integrant del patrimoni cultural català |                                    | Modifica les dades a Wikidata |
|        | Pont de les Mines                  | Osor     | pont         | Estil: arquitectura popular 19th century                        | 41° 57′ 02″ N, 2° 35′ 31″ E / 41.95044°N,2.59183°E ca:Davant les cases de les mines d'Osor 249 msnm | bé integrant del patrimoni cultural català | Pont de les Mines                  | Modifica les dades a Wikidata |
|        | Pont del Pontarró                  | Osor     | pont         |                                                                 | 41° 57′ 13″ N, 2° 32′ 36″ E / 41.9536238749644°N,2.54331570556987°E                                 |                                            |                                    | Modifica les dades a Wikidata |
|        | Pont del Prat de les Hortes d'Osor | Osor     | pont         | Estil: arquitectura popular                                     | 41° 56′ 24″ N, 2° 34′ 05″ E / 41.940119444444°N,2.5679194444444°E 303 msnm                          | bé integrant del patrimoni cultural català | Pont del Prat de les Hortes d'Osor | Modifica les dades a Wikidata |
|        | Pont del Ripoll                    | Osor     | pont         |                                                                 | 41° 56′ 00″ N, 2° 33′ 16″ E / 41.9334475613918°N,2.55446032063509°E                                 |                                            |                                    | Modifica les dades a Wikidata |
|        | Pont dels Soldats                  | Osor     | pont         |                                                                 | 41° 56′ 46″ N, 2° 33′ 06″ E / 41.9460915828283°N,2.55177842700689°E                                 |                                            |                                    | Modifica les dades a Wikidata |
|        | Pont sobre la riera d'Osor         | Osor     | pont         | Estil: arquitectura popular 19th century Travessa: riera d'Osor | 41° 57′ 12″ N, 2° 36′ 05″ E / 41.95344°N,2.60145°E ca:Carretera d'Osor a Anglès, km 4 221 msnm      | bé integrant del patrimoni cultural català | Pont sobre la riera d'Osor         | Modifica les dades a Wikidata |

## pou de neu
| imatge | Nom                   | Ubicat a | instància de | Detalls                     | coordenades                                        | Protecció                                  | Commons (més fotos) | Dades a WD                    |
| ------ | --------------------- | -------- | ------------ | --------------------------- | -------------------------------------------------- | ------------------------------------------ | ------------------- | ----------------------------- |
|        | Pou de glaç la Molina | Osor     | pou de neu   |                             | 41° 55′ 00″ N, 2° 35′ 42″ E / 41.9167°N,2.5949°E   | bé integrant del patrimoni cultural català |                     | Modifica les dades a Wikidata |
|        | Pou de neu del Sobirà | Osor     | pou de neu   | Estil: arquitectura popular | 41° 54′ 33″ N, 2° 33′ 59″ E / 41.90924°N,2.56644°E | bé integrant del patrimoni cultural català |                     | Modifica les dades a Wikidata |

## serra
| imatge | Nom                    | Ubicat a                                  | instància de | Detalls | coordenades                                                         | Protecció | Commons (més fotos)                 | Dades a WD                    |
| ------ | ---------------------- | ----------------------------------------- | ------------ | ------- | ------------------------------------------------------------------- | --------- | ----------------------------------- | ----------------------------- |
|        | Serra Gran (Osor)      | Osor                                      | serra        |         | 41° 55′ 44″ N, 2° 31′ 45″ E / 41.92885°N,2.52909722°E 1201.9 msnm   |           |                                     | Modifica les dades a Wikidata |
|        | Serra del Peredol      | Anglès Osor                               | serra        |         | 41° 56′ 30″ N, 2° 36′ 29″ E / 41.9417°N,2.60815°E 751.4 msnm        |           |                                     | Modifica les dades a Wikidata |
|        | les Sepultures         | Osor                                      | serra        |         | 41° 57′ 57″ N, 2° 32′ 35″ E / 41.96589444°N,2.54309722°E 848.4 msnm |           |                                     | Modifica les dades a Wikidata |
|        | serra de Santa Bàrbara | Osor Anglès Brunyola i Sant Martí Sapresa | serra        |         | 41° 55′ 41″ N, 2° 37′ 10″ E / 41.9281°N,2.61944°E 852.9 msnm        |           | Serra de Santa Bàrbara (Guilleries) | Modifica les dades a Wikidata |
|        | serra de Turonell      | la Cellera de Ter Osor                    | serra        |         | 41° 57′ 47″ N, 2° 34′ 47″ E / 41.96291667°N,2.579825°E              |           |                                     | Modifica les dades a Wikidata |

## torre de defensa
| imatge | Nom                 | Ubicat a | instància de     | Detalls                                         | coordenades | Protecció                                            | Commons (més fotos)       | Dades a WD                    |
| ------ | ------------------- | -------- | ---------------- | ----------------------------------------------- | --- | ---------------------------------------------------- | ------------------------- | ----------------------------- |
|        | Castell de la Torre | Osor     | torre de defensa |                                                 | 41° 56′ 54″ N, 2° 34′ 31″ E / 41.9484690647384°N,2.57539702525987°E                                             |                                                      |                           | Modifica les dades a Wikidata |
|        | Torre de Recs       | Osor     | torre de defensa | Estil: arquitectura gòtica arquitectura popular | 41° 56′ 42″ N, 2° 33′ 23″ E / 41.945097222222°N,2.5564472222222°E ca:Plaça del Verger 346 msnm                  | bé d'interès cultural bé cultural d'interès nacional | Torre de Recs d'Osor      | Modifica les dades a Wikidata |
|        | Torre de Sant Joan  | Osor     | torre de defensa | Estil: arquitectura romànica                    | 41° 56′ 33″ N, 2° 34′ 14″ E / 41.942484°N,2.57042°E ca:Camí que surt de la ctra. d'Anglès a Sant Hilar, al km 8 | bé d'interès cultural bé cultural d'interès nacional | Torre de Sant Joan (Osor) | Modifica les dades a Wikidata |

## vèrtex geodèsic
| imatge | Nom         | Ubicat a | instància de    | Detalls   | coordenades                                                        | Protecció | Commons (més fotos) | Dades a WD                    |
| ------ | ----------- | -------- | --------------- | --------- | ------------------------------------------------------------------ | --------- | ------------------- | ----------------------------- |
|        | San Gregori | Osor     | vèrtex geodèsic | Alt: 1.2m | 41° 57′ 52″ N, 2° 34′ 16″ E / 41.964576°N,2.571102°E 1093.8 msnm   |           |                     | Modifica les dades a Wikidata |
|        | San Miguel  | Osor     | vèrtex geodèsic | Alt: 1.2m | 41° 55′ 23″ N, 2° 31′ 59″ E / 41.923104°N,2.533026°E 1202.226 msnm |           |                     | Modifica les dades a Wikidata |

## Misc
| imatge | Nom                      | Ubicat a                | instància de                                                    | Detalls                                          | coordenades                                                                        | Protecció                                            | Commons (més fotos)     | Dades a WD                    |
| ------ | ------------------------ | ----------------------- | --------------------------------------------------------------- | ------------------------------------------------ | ---------------------------------------------------------------------------------- | ---------------------------------------------------- | ----------------------- | ----------------------------- |
|        | CEIP La Vall             | Osor                    | edifici escolar                                                 | Estil: noucentisme 20th century                  | 41° 56′ 49″ N, 2° 33′ 26″ E / 41.94694°N,2.55723°E ca:Carretera de França 334 msnm | bé integrant del patrimoni cultural català           | CEIP La Vall            | Modifica les dades a Wikidata |
|        | Castell de Solterra      | Sant Hilari Sacalm Osor | castell                                                         | Estil: arquitectura romànica                     | 41° 55′ 23″ N, 2° 31′ 59″ E / 41.9231°N,2.53306°E 1201 msnm                        | bé d'interès cultural bé cultural d'interès nacional | Castell de Solterra     | Modifica les dades a Wikidata |
|        | Cercenedes               | Osor                    | nucli de població                                               |                                                  | 41° 56′ 36″ N, 2° 32′ 47″ E / 41.943463646903°N,2.5464776114514°E                  |                                                      |                         | Modifica les dades a Wikidata |
|        | Forn d'en Plana          | Osor                    | forn de calç                                                    | Estil: arquitectura popular                      | 41° 57′ 15″ N, 2° 32′ 31″ E / 41.95408°N,2.54182°E                                 | bé integrant del patrimoni cultural català           |                         | Modifica les dades a Wikidata |
|        | Granges del Portell      | Osor                    | granja                                                          |                                                  | 41° 59′ 06″ N, 2° 32′ 26″ E / 41.9849018512676°N,2.54049680116183°E                |                                                      |                         | Modifica les dades a Wikidata |
|        | Presa de Susqueda        | Osor                    | presa de volta Ús: energia hidroelèctrica regadiu aigua potable | Arquitecte: Arturo Rebollo Llarg: 501m Alt: 135m | 41° 58′ 48″ N, 2° 31′ 32″ E / 41.98°N,2.5255555555556°E 357 120 msnm               | bé integrant del patrimoni cultural català           | Presa de Susqueda       | Modifica les dades a Wikidata |
|        | casa consistorial d'Osor | Osor                    | casa consistorial                                               |                                                  | 41° 56′ 43″ N, 2° 33′ 26″ E / 41.9454095°N,2.5572021°E                             |                                                      |                         | Modifica les dades a Wikidata |
|        | els Tres Termes          | Osor                    | fita                                                            |                                                  | 41° 55′ 37″ N, 2° 36′ 15″ E / 41.9270101478623°N,2.60429257687263°E                |                                                      |                         | Modifica les dades a Wikidata |
|        | font del Borrell d'Osor  | Osor                    | font                                                            | Estil: arquitectura popular                      | 41° 56′ 41″ N, 2° 33′ 26″ E / 41.94475°N,2.5573194444444°E 342 msnm                | bé integrant del patrimoni cultural català           | Font del Borrell d'Osor | Modifica les dades a Wikidata |